# Les Notaires
Les NotaiRes est un groupe de musique français de 7 Toulousains fondé en 1998.

## Membres
- Etienne : guitare, clarinette, chant
- Laure : flûte traversière, chant
- Annelise : claviers, basse
- Ausias : basse, guitare, chant
- Olivier : batterie
- Clément : guitares, banjo
- Ronan : accordéon, guitare, chant

## Anciens membres
- Cedric : guitare, chant (fondateur du groupe avec Etienne et Ausias) de 1998 à 2000
- Pascal : Batterie de 1998 à 2003
- Justine : Viole de Gambe 2001 à 2005
- Cecile : accordéon 1999 à 2000

## Discographie
- "Dans ma démocratie" 2009
- "Zic de Zinc vol. 2" Compilation 2007
- "Toulouse en chanson" Compilation 2006
- "En attendant qu'il pleuve" 2005
- "Nouvelle Scène" Compilation 2004
- "Soleil en Août" 2001